# Чжаоцин Хэнтай
«Чжаоцин Хэнтай» (кит. 肇庆市恒泰) — любительский китайский футбольный клуб из города Фошань, провинция Гуандун, выступающий в любительской лиге. Домашней ареной клуба является Сенчури Лотус Стэдиум вместимостью 20000 человек.

## История
Футбольный клуб «Чжаоцин Хэнтай» был основан в 2012 году бывшими профессиональными футболистами и студентам колледжа Гуандуна. В 2014 году команда получила возможность выступать в Кубке КФА сезона 2014 года и проиграли во втором раунде представителю первой лиги «Хунань Биллоуз» в серии пенальти. 1 октября 2017 года «Чжаоцин Хэнтай» получил возможность выступать во втором дивизионе Китая после того как они прошли в полуфинал Любительской лиги 2017 года и выбили в серии пенальти «Цинхай Чжуанбо». Однако команда отказалась сменить любительский статус на профессиональный и продолжила выступать в любительской лиге.

## Достижения
- На конец сезона 2017 года

Достижения по сезонам
| Сезон    | 2014 | 2015  | 2016   | 2017 |
| -------- | ---- | ----- | ------ | ---- |
| Дивизион | 4    | 4     | 4      | 4    |
| Место    | 6    | отказ | группа | 4    |